# Eleição municipal de Santo André em 1988
A eleição municipal da cidade brasileira de Santo André em 1988 teve o seu primeiro turno no dia 15 de novembro de 1988, no qual foram eleitos um prefeito, um vice-prefeito e 21 vereadores que são responsáveis pela administração da cidade paulista no mandato a se iniciar em 1.º de janeiro de 1989 e com término em 31 de dezembro de 1992. O prefeito titular era Newton Brandão, do Partido Trabalhista Brasileiro. Celso Daniel, candidato do Partido dos Trabalhadores foi eleito em turno único, com 49,60% dos votos válidos.

## Candidaturas
| N° | Prefeito (a) | Prefeito (a)                                       | Prefeito (a) | Prefeito (a)                               | Vice-prefeito | Vice-prefeito | Vice-prefeito | Vice-prefeito | Vice-prefeito                                 | Coligação Partido(s) | Ref.  |
| N° | Candidato(a) | Candidato(a)                                       | Partido      | Cargos relevantes                          | Candidato(a)  | Candidato(a)  | Candidato(a)  | Partido       | Cargos relevantes                             | Coligação Partido(s) | Ref.  |
| -- | ------------ | -------------------------------------------------- | ------------ | ------------------------------------------ | ------------- | ------------- | ------------- | ------------- | --------------------------------------------- | -------------------- | ----- |
| 12 |              | Lincoln Grillo Lincoln dos Santos Grillo           | PDT          | - Prefeito de Santo André (1977-1983)      |               |               | Desconhecido  |               |                                               | Partido Isolado      | [ 2 ] |
| 13 |              | Celso Daniel Celso Augusto Daniel                  | PT           |                                            |               |               | José Cicote   | PT            | - Deputado Estadual por São Paulo (1983-1988) | Partido Isolado      | [ 2 ] |
| 14 |              | José Amazonas José Cabral de Almeida Amazonas      | PTB          | - Vice-prefeito de Santo André (1983-1988) |               |               | Desconhecido  |               |                                               | Partido Isolado      | [ 2 ] |
| 22 |              | Cláudio Jose Cláudio Jose de Andrade               | PL           |                                            |               |               | Desconhecido  |               |                                               | Partido Isolado      | [ 2 ] |
| 42 |              | Maria Antonieta Maria Antonieta Pincerato Carreira | PSP          |                                            |               |               | Desconhecido  |               |                                               | Partido Isolado      | [ 2 ] |
| 45 |              | Jose Nanci                                         | PSDB         |                                            |               |               | Desconhecido  |               |                                               | Partido Isolado      | [ 2 ] |

## Resultado
| Candidato(a)             | Vice                     | 1.º turno 15 de novembro de 1988 | 1.º turno 15 de novembro de 1988 |
| Candidato(a)             | Vice                     | Votação                          | Votação                          |
| Candidato(a)             | Vice                     | Total                            | %                                |
| ------------------------ | ------------------------ | -------------------------------- | -------------------------------- |
| Celso Daniel (PT)        | José Cicote (PT)         | 173.962                          | 49,60%                           |
| José Amazonas (PTB)      | Desconhecido             | 84.884                           | 24,20%                           |
| Lincoln Grillo (PDT)     | Desconhecido             | 12.448                           | 3,55%                            |
| Jose Nanci (PSDB)        | Desconhecido             | 5.758                            | 1,64%                            |
| Cláudio Jose (PL)        | Desconhecido             | 3.852                            | 1,10%                            |
| Maria Antonieta (PSP)    | Desconhecido             | 1.933                            | 0,55%                            |
| → Total de votos válidos | → Total de votos válidos | 282.837                          | 76,34%                           |
| → Votos em branco        | → Votos em branco        | 46.196                           | 13,17%                           |
| → Votos nulos            | → Votos nulos            | 21.707                           | 6,19%                            |
| Total                    | Total                    | 350.740                          | 94,67%                           |
| Abstenções               | Abstenções               | 19.738                           | 5,33%                            |
| Total de inscritos       | Total de inscritos       | 370.478                          | 100%                             |

## Câmara de Vereadores
Para o quadriênio 1989-1992, foram eleitos 21 vereadores.
| Vereadores eleitos em Santo André - 1988 | Vereadores eleitos em Santo André - 1988 | Vereadores eleitos em Santo André - 1988 | Vereadores eleitos em Santo André - 1988 |
| Candidato (a)                            | Partido                                  | Votação                                  | Votação                                  |
| Candidato (a)                            | Partido                                  | Votos                                    | %                                        |
| ---------------------------------------- | ---------------------------------------- | ---------------------------------------- | ---------------------------------------- |
| Franco Masiero                           | PTB                                      | 5.604                                    | 1,60%                                    |
| Miguel Rupp                              | PT                                       | 4.404                                    | 1,26%                                    |
| Carlos Roberto Ferreira                  | PTB                                      | 3.945                                    | 1,12%                                    |
| João Batista da Silva                    | PT                                       | 3.255                                    | 0,93%                                    |
| Luiz Carlos da Silva                     | PT                                       | 3.127                                    | 0,89%                                    |
| Norberto Augusto Fernandes               | PTB                                      | 2.894                                    | 0,83%                                    |
| José Vicente Guerra                      | PTB                                      | 2.878                                    | 0,82%                                    |
| Fernando Aurélio                         | PT                                       | 2.605                                    | 0,74%                                    |
| Joaquim Henrique dos Santos              | PTB                                      | 2.527                                    | 0,72%                                    |
| Montorinho                               | PT                                       | 2.479                                    | 0,71%                                    |
| Joaquim da Silva Boaventura              | PTB                                      | 2.456                                    | 0,70%                                    |
| José de Araújo                           | PMDB                                     | 2.414                                    | 0,69%                                    |
| Ivo Martim de Oliveira                   | PT                                       | 2.323                                    | 0,66%                                    |
| João Rodrigues Nunes                     | PT                                       | 2.274                                    | 0,65%                                    |
| Carlos Augusto Alves                     | PT                                       | 2.196                                    | 0,63%                                    |
| Admir Aparecido Rodrigues                | PT                                       | 2.064                                    | 0,59%                                    |
| Maria da Trindade                        | PL                                       | 1.952                                    | 0,56%                                    |
| Adelmo Campanholo                        | PMDB                                     | 1.480                                    | 0,42%                                    |
| Manoel Rodrigues de Oliveira             | PMDB                                     | 1.413                                    | 0,40%                                    |
| Virgílio do Prado                        | PSDB                                     | 1.385                                    | 0,39%                                    |
| Milton Barbosa dos Santos                | PDT                                      | 1.265                                    | 0,36%                                    |